# Héja Domonkos
Héja Domonkos (Budapest, 1974. december 20. –) karmester, az Danubia Zenekar alapítója és művészeti vezetője. Zenei evékenységéért Liszt-díjat, Gundel Művészeti Díjat és Junior Príma Zeneművészeti Díjat kapott.

## Tanulmányai
A Bartók Béla Zeneművészeti Szakiskola növendéke volt, 1993-ban ott alapította meg a Danubia Ifjúsági Szimfonikus Zenekart, amely mára Óbudai Danubia Zenekar néven hivatásos együttessé alakult. Felsőfokú zenetanulmányait a Liszt Ferenc Zeneművészeti Egyetemen folytatta, korábban ütőhangszereken és zongorán, majd hegedűn és trombitán. Először ütőhangszeres szakon végzett, majd Lukács Ervin tanítványaként 1997-ben karmesteri diplomát szerzett.

## Művészeti tevékenysége
A Danubia mellett több hazai és külföldi együttessel lépett már fel, gyakori vendégkarmestere például a Kassai Állami Filharmóniának, a Macedón Filharmonikus Zenekarnak, a Tokyo City Philharmonic Orchestrának, valamint a berlini Deutsches Symphonische Orchesternek, illetve az MDR szimfonikus zenekarának. 2005 óta a Chemnitzi Opera első karmestere, ahol klasszikus operadarabok nagy sikerű koncertjein vezényel. 2011 és 2013 között a Magyar Állami Operaház főzeneigazgatójaként és vezető karmestereként dolgozott.

## Felvételei
- 2000: Melis László: Henoch apokalipszise (BMC Records)[4]
- 2001: 50 éves a Hungaroton – Karmesterek (1951–2001) (Hungaroton)[5]

## Díjai, elismerései
- 1998: a Magyar Televízió Nemzetközi Karmesterversenyének nyertese, a Közönségdíjjal és a Solti György Különdíjjal
- 1998: Dimitri Mitropoulos Nemzetközi Karmesterverseny Különdíja és a Chromaton Zenekar Nagydíja
- 2003: Liszt Ferenc-díj
- 2005: Artisjus-díj
- 2008: Gundel Művészeti díj
- 2008: Junior Príma Zeneművészeti Díj